# Associazione Giocatori Softball Malnate
L'Associazione Giocatori Softball Malnate è una società di softball con sede in Malnate (VA), militante nel Campionato italiano di softball in Serie B.

## Storia
Nasce come Società Softball Malnate nel 1973, dopo che negli anni prima la squadra era nata sotto la Società Baseball Club Malnate. In pochi anni passa dalla serie C alla Serie B, per poi conquistare nel 1986 la promozione in Serie A, sotto la guida dell'allenatore Bruno Bianchi, ed arrivando nel 1993 a disputare i play-off per lo scudetto.
Nel 1997, anno in cui il campionato di serie A viene suddiviso in A1 e A2, dopo 11 anni nella massima serie retrocede in serie B ed assume la denominazione di Associazione Giocatori Softball Malnate.
La stagione successiva domina il Girone 1 della serie cadetta, conquista ai play-off la promozione e si aggiudica il terzo posto nella Coppa Italia, superata solo da squadre di serie A1 e A2. La serie A dura solo una stagione, che termina con una nuova retrocessione in B, la decisione del manager Bianchi di ritirarsi e con lui diverse atlete. Il nuovo manager è Ivan Parise e di nuovo Malnate dimostra di non essere fatta per la serie cadetta, vince il campionato e conquista la serie A2, alla quale però la Società rinuncia per motivi finanziari e per poter concentrarsi sulle ragazze del vivaio.
Dopo una stagione dedicata alla crescita della squadra, nel 2002 conquista ancora i play-off per la A2, ma perde sul campo l'opportunità di essere promossa. Il cambio di manager alla fine della stagione non giova alla squadra che, guidata da Piero Bonetti, nel 2003 termina il campionato a metà classifica ed inizia un periodo di crisi che porta all'ennesimo cambio di allenatore, Bonetti lascia il posto a Daniele Abate poi supportato da Mario Tempesta, e all'abbandono di alcune giocatrici titolari che si spostano in squadre più blasonate.
Al termine del 2005 l'intero consiglio direttivo si dimette, ma la squadra, grazie anche ai cambiamenti garantiti dalla nuova dirigenza, si ritrova a puntare ai play-off per la A2. La stagione vede Malnate imbattuta nel campionato ma sconfitta nuovamente ai play-off contro Torino. Tuttavia la superiorità della squadra e la sconfitta solo di misura nelle finali spingono la Società a fare richiesta di ripescaggio in A2, cosa che avviene nel febbraio 2007.
L'ultima stagione disputata vede Malnate classificarsi penultima nel Girone A, posizione che la costringe a giocarsi la permanenza in A2 ai play-out nella trasferta di Messina. La squadra messinese si impone 4-0 e spinge la squadra malnatese di nuovo in Serie B.
A premiare l'ottimo lavoro della Società con il settore giovanile sono arrivate nel 2006 le convocazioni di diverse atlete nelle selezioni giovanili italiane: Scarafile Debora nella selezione nazionale italiana del Nord Cadette; Scarafile e Oliverio Francesca nella selezione regionale Lombardia Cadette; Castellaneta Giulia, Lozza Chiara, Radisavljevic Aleksandra e Anastasia nella selezione nazionale italiana Ragazze.